# مادران دیاربکر
مادران دیاربکر (ترکی استانبولی: Diyarbakır Anneleri) گروهی از مادران کرد هستند که هر روز با برپایی تحصن اعتراضی علیه حزب دموکراتیک خلق‌ها (HDP) گردهم می‌آیند و خواهان بازگرداندن فرزندان خود هستند که گفته می‌شود توسط حزب کارگران کردستان (PKK) فریب خورده یا ربوده شده‌اند. این تحصن در پیرامون مقرّ HDP در دیاربکر برگزار می‌شود. برخلاف مادران شنبه در استانبول که آن‌ها نیز در پی یافتن سرنوشت بستگانِ ناپدیدشده خود هستند و اعتراضات‌شان با سرکوب پلیس مواجه می‌شود، مادران دیاربکر از حمایت پلیس ترکیه برخوردارند که هر شب آن‌ها را تا منزل اسکورت می‌کند و همچنین تحت حمایت دادستانی محلی نیز قرار دارند. رسانه‌های طرفدار دولت نیز از این گروه حمایت می‌کنند.

## تاریخچه

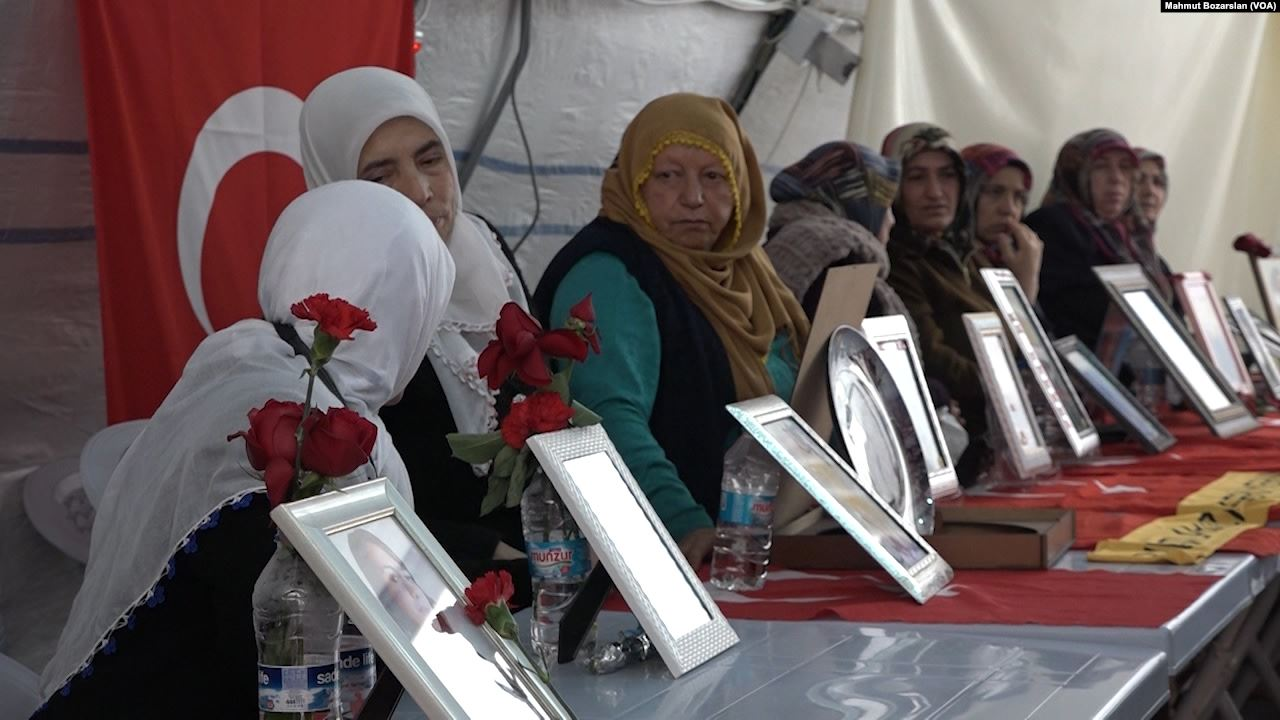
تحصن مادران در سال

قبل از شکل‌گیری این گروه در دیاربکر، هر از گاهی شکایات مشابهی از سوی مادران مطرح می‌شد که از پسران خود می‌خواستند خود را تسلیم مقامات امنیتی کنند. آیتکین یلماز، از اعضای سابق پ‌ک‌ک که کتاب‌هایی دربارهٔ این سازمان نوشته است، می‌گوید برخی از جوانان کرد داوطلبانه و برخی دیگر تحت فشار به پ‌ک‌ک پیوسته‌اند.
اعتراضات در اوت ۲۰۱۶ و زمانی آغاز شد که مادر کرد «حسیره آکار» پ‌ک‌ک را به ربودن پسرش متهم کرد. بلافاصله پس از آن، یک خبرگزاری نزدیک به ملی‌گرایان کُرد با آن پسر ۲۱ ساله مصاحبه کرد. او در این مصاحبه مدعی شد به پ‌ک‌ک نپیوسته، بلکه به دلیل یک موضوع خانوادگی از خانه فرار کرده است. او به خانه برگشت. این نتیجه باعث دلگرمی مادران دیگر شد. از ۳ سپتامبر ۲۰۱۹، ۳۴ خانواده به تظاهرات خارج از مقر HDP در دیاربکر پیوستند. HDP یک حزب سیاسی است که توسط چندین حزب و دولت ترکیه به داشتن ارتباط با پ‌ک‌ک متهم شده است.
به خاطر این تحصن و پس از انتشار گزارش‌های رسانه‌ای مبنی بر تهدید تظاهرکنندگان از سوی هواداران ادعایی پ‌ک‌ک، دفتر دادستان عمومی اصلی دیاربکر تحقیقاتی را علیه مدیران استانی و منطقه‌ای HDP دیاربکر آغاز کرده است.
HDP این اتهامات را رد می‌کند و می‌گوید که اعتراضات توسط دولت سازماندهی شده تا این حزب را شیطانی جلوه دهد. زیات جیلان، رئیس مشترک HDP دیاربکر، مدعی شد که حزب عدالت و توسعه (AKP) با استفاده از خانواده‌ها در تلاش است تا انتقام شکست خود در انتخابات شهرداری استانبول در ژوئن ۲۰۱۹ را بگیرد. متین گورجان، ستون‌نویس المانیتور، این اعتراضات را اهرم فشار بر HDP برای «فاصله گرفتن از پ‌ک‌ک و تغییر شکل» می‌داند.
این گروه از نشستن روی پله‌های جلوی ساختمان حزب دست کشیدند و برای پناه گرفتن از هوای سرد به یک چادر نقل مکان کردند. پلیس این گروه را با آب و غذا اسکان داد.
در مارس ۲۰۲۰، تعداد خانواده‌های معترض به ۱۳۴ خانواده افزایش یافت. در این اعتراضات افرادی از خارج از استان دیاربکر نیز حضور پیدا می‌کنند. اعتراضات در طول شیوع ویروس کرونا با مراعات اقدامات اتخاذشده برای مبارزه با همه‌گیری ادامه پیدا کرد؛ سالمندان به خانه رفتند و بقیه با فاصله از هم با دستکش و ماسک جمع شدند. یکی از اعضای پ‌ک‌ک که ادعا می‌کند خانواده‌اش بخشی از تظاهرات هستند، از ایشان می‌خواهد که «فوراً بس کنند» و منکر دستکاری روانی شده است. مراد کارایلان، از فرماندهان پ‌ک‌ک، در مصاحبه‌ای هرگونه اتهام علیه HDP و پ‌ک‌ک را رد کرد.

## بازدیدها
در ۷ نوامبر ۲۰۱۹، توماش زدخوفسکی، نایب‌رئیس کمیتهٔ امور اجتماعی پارلمان اروپا، با مادران در دیاربکر دیدار کرد. سفیرانی از ۹ کشور از جمله سانجای باتاچاریا از هند، آندری سیبیها از اوکراین و دومنیک جان چیلکات از بریتانیا نیز از مادران دیدن کردند.
در ۱۱ سپتامبر ۲۰۱۹، رئیس کمیسیون حقوق بشر مجلس ترکیه و رئیس کمیته پارلمانی فرصت‌های برابر زنان و مردان از تحصن بازدید و حمایت خود را اعلام کردند. سلیمان سویلو، وزیر کشور ترکیه نیز از تظاهرات بازدید کرد؛ اما از سوی مخالف اصلی خود کمال قلیچ‌داراوغلو، رئیس حزب جمهوری‌خواه خلق (CHP) مورد انتقاد قرار گرفت. او گفت: «چرا می‌روی و آنجا می‌نشینی؟ وظیفهٔ تو حل‌کردن مشکل است.»
طی بازدیدی در ۳۱ دسامبر ۲۰۱۹، آمینه اردوغان، بانوی اول ترکیه، با همراهی زهرا زمرد سلچوک، وزیر خانواده، کار و خدمات اجتماعی، حمایت خود را از خانواده‌ها اعلام کردند.
در اکتبر ۲۰۱۹، گروه لابی‌گری مادران سربرنیتسا نیز در مقابل مقرّ HDP در دیاربکر از خانواده‌ها دیدار کرد.

## جوایز
ثمیح دورموش، رئیس اتحادیه کارکنان خدمات بهداشتی و اجتماعی (Sağlık-Sen)، جایزه «مادر سال» را در ۳۱ ژانویه ۲۰۲۰ به مادران دیاربکر اعطا کرد.